# Kompositionalitetsprincipen
Kompositionalitetsprincipen är ett begrepp inom semantik, matematik och språkfilosofi som anger att betydelsen av ett sammansatt uttryck är summan av dess beståndsdelar. Den kallas även Freges princip efter den tyska logikern, matematikern och filosofen Gottlob Frege och kan sammanfattas på följande sätt:
Betydelsen av ett sammansatt uttryck bestäms av de lexikala betydelserna av dess komponenter, dessas grammatiska betydelser samt den syntaktiska strukturen av hela uttrycket.
Principen fungerar alltså som en definition av uttrycksbetydelse och antyder att ett uttryck som helhet är summan av dess beståndsdelar. Betydelsen av ett sammansatt uttryck är något som byggs upp uppifrån och ner: satser definieras av betydelsen av ord, inte tvärtom. Principen anger även att varje syntaktisk regel i ett språk måste motsvaras av en kompositionsregel.
En följd av kompositionalitetsprincipen är även en indelning av semantiken i flera underkategorier såsom lexikal semantik och satssemantik.